# Малка пустинна джобна мишка
Малката пустинна джобна мишка (Chaetodipus arenarius) е вид бозайник от семейство Торбести скокливци (Heteromyidae).

## Разпространение
Видът е разпространен в Мексико (Долна Калифорния).